# Plateaux (departement i Kongo-Brazzaville)
Plateaux är ett departement i Kongo-Brazzaville. Det ligger i den centrala delen av landet, 250 km norr om huvudstaden Brazzaville. Antalet invånare är 245 683. Arean är 38 400 kvadratkilometer. Plateaux gränsar till Cuvette, Pool och Lékoumou.
Plateaux delas in i distrikten:
- Abala
- Allembe
- Djambala
- Gamboma
- Lékana
- Makotimpoko
- Mbon
- Mpouya
- Ngo
- Ollombo
- Ongogni

samt staden Djambala.